# Ernle Bradford
Ernle Dusgate Selby Bradford (Cole Green, Norfolk, 11 de janeiro de 1922 – Malta, 8 de maio de 1986) foi um notável historiador britânico do século XX, especializado no mundo mediterrâneo e em tópicos navais.

## Vida
Filho de Jocelyn Ernle Sydney Patton Bradford e sua esposa, Ada Louise Dusgate, Bradford foi educado na Inglaterra na Uppingham School. Também serviu na Marinha Real durante a Segunda Guerra Mundial, terminando como primeiro-tenente de um destróier.
Um velejador afiado, Bradford passou quase 30 anos navegando no Mediterrâneo, e muitos de seus livros situam-se lá. O livro The Journeying Moon descreve algumas dessas viagens. Termina com a venda de seu veleiro do canal de Bristol, o Mischief, para o HW Bill Tilman, que fez várias viagens significativas para altas latitudes. Bradford viveu em Kalkara, Malta por vários anos. Foi um autor prolífico e trabalhou por algum momento como editor de revista e da emissora BBC.

## Publicações selecionadas
- Southward the Caravels: The Story of Henry the Navigator, 1961.
- The Great Siege, Malta 1565, 1961.
- The Touchstone, 1962
- Ulysses Found, 1963.
- Reisen mit Odysseus, a German edition of the above.
- Ulisse ritrovato: un'avventura intorno alla Sicilia, uma edição italiana da acima, 1982.
- Thermopylae: The Battle for the West. Também publicado como The Year of Thermopylae.
- Hannibal.
- Paul the Traveller.
- Julius Caesar: The Pursuit of Power.
- Cleopatra.
- The Sword and the Scimitar: The Saga of the Crusades, 1974
- The Shield and the Sword: The Knights of Malta. Também publicado como The Shield and the Sword: The Knights of St. John.
- The Great Betrayal: Constantinople 1204.
- The Wind Off the Island.
- The Sultan's Admiral: Barbarossa. Também publicado como The Sultan's Admiral: The Life of Barbarossa.
- Christopher Columbus.
- (Editor): The Great Siege of Malta 1565: Translated from the Spanish Edition of 1568 por Francisco Balbi di Correggio.
- Nelson: The Essential Hero.
- The Mighty Hood: The Life and Death of the Royal Navy's Proudest Ship.
- The Story of the Mary Rose.
- Siege: Malta 1940-1943.
- Mediterranean: Portrait of a Sea.
- The Companion Guide to the Greek Isles.
- Three Centuries of Sailing.
- The America's Cup.
- The Journeying Moon.